# Tami Hoag
Tami Hoag, z domu Mikkelson (ur. 20 stycznia 1959 w Cresco) – amerykańska pisarka. Wielokrotnie notowana na liście najlepszych autorów New York Timesa. Jej książki zostały przełożone w ponad 20 językach.

## Życiorys
Urodziła się w amerykańskim mieście Cresco w stanie Iowa, jednak wychowała się na farmie w Harmony w Minnesocie. Jest młodsza od swojego rodzeństwa o ponad 10 lat. Jako dziecko napisała książkę Black Pony.
W 1977 roku wyszła za mąż za Daniela Hoag, jej szkolną miłość. Kilka lat później małżonkowie rozwiedli się. Zanim zajęła się literaturą wykonywała wiele różnych zajęć, m.in. asystenta fotografa, trenera koni pokazowych czy nawet sprzedawcy desek sedesowych. Rozpoczęła karierę jako autor w 1988 roku, pisząc romanse w kategorii Bantam Books Loveswept Line. Po kilku latach sukcesów w tej dziedzinie, Hoag rozpoczęła prace nad powieściami kryminalnymi, które pisze w kilku cyklach do dziś. Wydała 13 książek, które pojawiły się jako bestsellery w New York Times, w tym 5 przez okres 20 miesięcy. Na podstawie powieści Nocne grzechy powstał miniserial telewizyjny.
Hoag jest właścicielem stadniny koni, ten motyw pojawia się w kilku z jej powieści. Brała udział w ujeżdżeniu na poziomie krajowym, ale w wyniku wypadku zrezygnowała z dalszej kariery. Powróciła po rehabilitacji do pełnej sprawności. W 2014 r. mieszkała w Malibu w Kalifornii i Wellington na Florydzie.

## Publikacje
Niniejsza tabela zawiera spis książek autorstwa Tami Hoag, z uwzględnieniem wydanych w języku polskim. W języku polskim książki ukazały się za pośrednictwem 6 wydawnictw.

### Powieści kryminalne
| Samodzielne powieści                              | Samodzielne powieści                                                                                       |
| ------------------------------------------------- | --- |
| Still Waters (1992)                               | – |
| Dark Paradise (1994)                              | – |
| Kill the Messenger (2004)                         | Zabić posłańca (Wydawnictwo Dolnośląskie, 2006)                                                            |
| Cold Cold Heart (2015)                            | – |
| Cykl Miasteczko Doucet                            | |
| Lucky’s Lady (1992)                               | – |
| Cry Wolf (1993)                                   | Fałszywy alarm (C&T, 2001)                                                                                 |
| A Thin Dark Line (1997)                           | Cienka mroczna linia (Libros, 2001)                                                                        |
| Cykl Miasteczko Deer Lake                         | |
| Night Sins (1995)                                 | Nocne grzechy (C&T, 1999)                                                                                  |
| Guilty as Sin (1996)                              | Winny jak grzech (C&T, 2001)                                                                               |
| Cykl Detektywi Kovac i Liska                      | |
| Ashes to Ashes (1999)                             | I w proch się obrócisz (Libros, 2001)                                                                      |
| Dust to Dust (2000)                               | Z prochu powstałeś (Świat Książki, 2003), również pod nazwą W proch i pył (Harlequin Polska, 2014)         |
| Prior Bad Acts (2006), również pod nazwą Dead Sky | Za dawne winy (Wydawnictwo Dolnośląskie, 2007), również pod nazwą Spirala zbrodni (Harlequin Polska, 2014) |
| The 9th Girl (2013)                               | Dziewczyna #9 (Harlequin Polska, 2014)                                                                     |
| The Bitter Season (2016)                          | |
| Cykl Detektyw Elena Estes                         | |
| Dark Horse (2002)                                 | Czarny koń (Wydawnictwo Dolnośląskie, 2006)                                                                |
| The Alibi Man (2007)                              | Alibi (Wydawnictwo Dolnośląskie, 2009)                                                                     |
| Cykl Miasteczko Oak Knoll                         | |
| Deeper than the Dead (2009)                       | Głębiej niż grób (Wydawnictwo Dolnośląskie, 2012)                                                          |
| Secrets to the Grave (2010)                       | – |
| Down the Darkest Road (2011)                      | – |

### Powieści romantyczne/obyczajowe
| Samodzielne powieści                                | Samodzielne powieści             |
| --------------------------------------------------- | -------------------------------- |
| McKnight in Shining Armor (1988), (2009) wznowienie | –                                |
| Straight from the Heart (1989)                      | Całym sobą (Phantom Press, 1992) |
| Man of Her Dreams (1989), (2008) wznowienie         | –                                |
| Rumor Has It (1989), (2009) wznowienie              | –                                |
| Mismatch (1989), (2008) wznowienie                  | –                                |
| Tempestous (1990)                                   | –                                |
| Keeping Company (1990), (2010) wznowienie           | –                                |
| Reilly’s Return (1990), (2010) wznowienie           | –                                |
| Keeping Faith                                       | –                                |
| Heart of Dixie (1991)                               | –                                |
| Taken By Storm (1992)                               | –                                |
| Sarah’s Sin (1992)                                  | –                                |
| The Last White Knight (1992), (2008) wznowienie     | –                                |
| Cykl Hennessy Series                                |                                  |
| The Trouble with J.J. (1988), (2009) wznowienie     | –                                |
| Magic (1990)                                        | –                                |
| Cykl Miasteczko Doucet                              |                                  |
| The Restless Heart (1991), (2007) wznowienie        | –                                |